# Tenuipalpus santae
Tenuipalpus santae är en spindeldjursart som beskrevs av David C.M. Manson 1963. Tenuipalpus santae ingår i släktet Tenuipalpus och familjen Tenuipalpidae. Inga underarter finns listade i Catalogue of Life.